# My Private Nation
My Private Nation é o terceiro álbum de estúdio da banda Train, lançado a 3 de junho de 2003.

## Faixas
Todas as faixas por Train, exceto onde anotado.
1. "Calling All Angels" (Charlie Colin, Patrick Monahan, Jimmy Stafford, Scott Underwood) - 3:49
2. "All American Girl" (Monahan, Brendan O'Brien) - 3:17
3. "When I Look to the Sky" (Colin, Monahan, Stafford, Underwood) - 4:04
4. "Save The Day" (Monahan, O'Brien) - 4:05
5. "My Private Nation" (Monahan, O'Brien) - 3:22
6. "Get to Me" - 4:05
7. "Counting Airplanes" -	4:21
8. "Following Rita" - 3:44
9. "Your Every Color" - 4:26
10. "Lincoln Avenue" - 3:36
11. "I'm About to Come Alive" (Colin, Rob Hotchkiss, Monahan, Stafford, Underwood, Clint Bennett) - 4:05

## Tabelas

### Paradas musicais
| Ano  | Parada        | Posição |
| ---- | ------------- | ------- |
| 2003 | Billboard 200 | 6       |

### Certificações
| Críticas profissionais | Críticas profissionais |
| Avaliações da crítica  | Avaliações da crítica  |
| Fonte                  | Avaliação              |
| ---------------------- | ---------------------- |
| Allmusic               | [ 3 ]                  |
| Entertainment Weekly   | B+                     |
| Rolling Stone          | [ 5 ]                  |
| Q                      | [ 6 ]                  |

| Certificador          | Certificação | Data               |
| --------------------- | ------------ | ------------------ |
| RIAA – Estados Unidos | Platina      | 6 de março de 2004 |

## Créditos
- Charlie Colin – Baixo, guitarra, vocal de apoio
- Patrick Monahan – Vocal, percussão
- Jimmy Stafford – Guitarra, vocal de apoio, bandolim
- Scott Underwood – Bateria, teclados, piano, percussão
- Rob Hotchkiss – Guitarra, piano, baixo, vocal de apoio em 6, 7, 8, 9, 10 e 11
- Brendan O'Brien – Teclados, piano, órgão, guitarra, percussão, vocal de apoio
- Soozie Tyrell – Violino em "Lincoln Avenue"
- Jane Scarpantoni – Violoncelo em "Lincoln Avenue"
- Greg Leisz - Guitarra em "Calling All Angels"